# Jaime Arenas
Jaime Arenas Reyes (Bucaramanga, 1 de abril de 1940-Bogotá, 28 de marzo de 1971) fue un líder estudiantil, periodista y guerrillero colombiano.

## Biografía
Estudio en el Colegio Santander de Bucaramanga se graduó como bachiller en 1958. Se desempeñó como periodista dirigiendo la página estudiantil del diario El Frente, colaboró en el periódico Horizontes y fue directivo del Comité Estudiantil Santanderino. Ingresó a la facultad de Ingeniería Industrial de la Universidad Industrial de Santander en 1959 y ese mismo año fue elegido miembro de la Asamblea Estudiantil como representante de su curso y delegado al Congreso de Unidad Estudiantil reunido en Bogotá. Participó en el VI Congreso de la Unión Internacional de Estudiantes en Leningrado (Unión Soviética) en 1962, después visitó Checoslovaquia, Rumania, España, Francia y Cuba. En 1963 presidió el Congreso Constitutivo de la Federación Universitaria Nacional. Dirigió la huelga universitaria de Colombia en 1964. Presidió la delegación colombiana al VII Congreso Mundial de la Unión Internacional de Estudiantes en Sofía (Bulgaria), en 1964, donde fue elegido miembro del Secretariado Permanente de esa organización  en Praga, cargo que nunca llegó a ocupar. Visitó de nuevo Cuba, Checoslovaquia, y Holanda. Participó en el Frente Unido del Pueblo liderado por Camilo Torres Restrepo y fue su puente para su adhesión a la guerrilla a finales de 1965.
En el año 1960 contrajo matrimonio con Elsa Gilma Reyes, estudiante de secretariado comercial.

### Militancia en el ELN
Participó en la creación del Ejército de Liberación Nacional, en 1965 fue juzgado en Consejo Verbal de Guerra en Pamplona (Norte de Santander), siendo absuelto después de nueve meses de detención. En octubre de 1967 ingresa como tal a la guerrilla, sin embargo las contradicciones, los fusilamientos a sus compañeros ordenadas por Fabio Vásquez Castaño, y la condena a muerte lo llevaron a desertar de la misma, fugándose de un campamento en la región del Carare- Opón y entregándose a una patrulla del Ejército Nacional. El 17 de febrero de 1969 enfrentó un consejo de guerra, junto a 200 guerrilleros, con asesoramiento del abogado Eduardo Umaña Luna, y fue condenado por rebelión. Pagó una condena de 10 meses, y trabajó como asesor del Ministro de Educación Luis Carlos Galán Tras su deserción del ELN, publicó en 1971 un libro sobre la guerrilla, que sería su sentencia de muerte: La Guerrilla por dentro, donde contaba la historia de este grupo. Fue colaborador ocasional del diario El Tiempo.

## Asesinato
Fue asesinado en el centro de Bogotá por el ELN, que denomino esa acción como la 'Operación Aguilucho' cuando caminaba con su novia, el 28 de marzo de 1971.

## Obras
- La guerrilla por dentro. Análisis del ELN colombiano, (1971). Bogotá, Tercer Mundo, 1971.
- Con Germán Castro Caycedo y Jaime Bateman Cayón. Del ELN al M-19: once años de lucha guerrillera. (1980)ISBN 9788482770710